# 웨슬리언 대학교
웨슬리언 대학교(Wesleyan University)는 약 200년된 미국 동부 코네티컷주의 리버럴 아츠 칼리지이다. 매년 10명의 이내의 한인 유학생이 진학하며, 미국 현지에서는 Harvard Westlake, Choate 등의 사립 기숙사학교 학생들이 많이 진학한다.
기독교 감리교인들의 교회 창시자인 존 웨슬리에서 학교이름을 따왔고, 코네티컷주 주도인 하트퍼드에서 남쪽으로 20분 거리에 위치한 미들타운에 위치해 있다. New York City와 Boston에서 각각 버스로 2시간 거리라 학생들이 시험 끝나고 많이 놀러가곤 한다.

## 교육
연극 분야로 유명하며 학제간 공부를 통한 창의적인 인재를 기르는 것을 강조한다. 유명한 프로그램으로는 옥스포드와 캠프리지 대학을 PPE 과정을 본따서 만든 College of Social Sciences 등이 있으며 유럽으로의 교환학생 프로그램이 발달해 옥스퍼드나 캠브리지 같은 대학에서 1년을 보낼 수 있다. 

### 평가
미국 경제주간지 포브스가 발표하는 2019 미국 대학 순위에서 현재 종합 40위를 기록하고 있으며, 미국 시사주간지 U.S. 뉴스 & 월드 리포트가 매년 선정하는 리버럴 아츠 칼리지 랭킹에서 2020년 17위를 지키고 있다.

### 입학
2024년 졸업예정으로 2020년 가을에 입학하는 신입생의 경우 20.6%의 합격률을 보였다. 평균 합격 학생들의 SAT는 하위 25%부터 상위 25%까지 Critical Reading 720-770점, Math 730-790점, 그리고 ACT는 33-35점을 기록했다.

## 동문
알려진 동문으로는 트랜스포머 시리즈의 영화 감독 마이클 베이, 어벤저스 시리즈의 영화감독 조스 휘던, 뉴잉글랜드 페이트리엇 풋볼팀의 헤드코치 빌 벨리칙, 존 케이지, 카터 베이스, 폴 와이츠, 존 히컨루퍼, 레모니 스니켓 등이 있다. 대학교에서 교수직을 맡았던 인물들 중에는 4명의 노벨상 수상자가 있으며, 그들은 제28대 미국 대통령 우드로 윌슨, 문학 비평가 T. S. 엘리엇, 그리고 인도계 영국 작가 V. S. 나이폴이다. 한 명은 현재 경제교수로 재직 중에 있다. 한국인 동문으로는 김재열 삼성 제일기획 사장과 홍정도 중앙홀딩스 부회장 등이 있다.